# ババヘラ
|                  |                                  |
| 主な地域         | 秋田県全域                       |
| 発案時期         | 1950年頃?                        |
| 発案店（発案者） | 進藤冷菓/児玉冷菓 （異説もあり） |

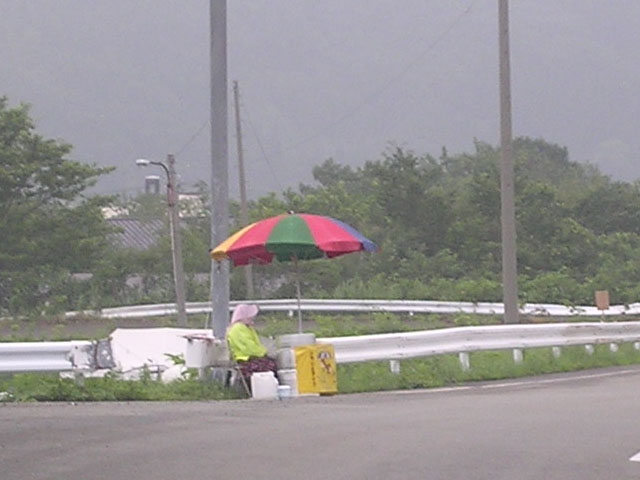
幹線道路脇のババヘラ販売。夏の秋田県でしばしば見られる風景である。

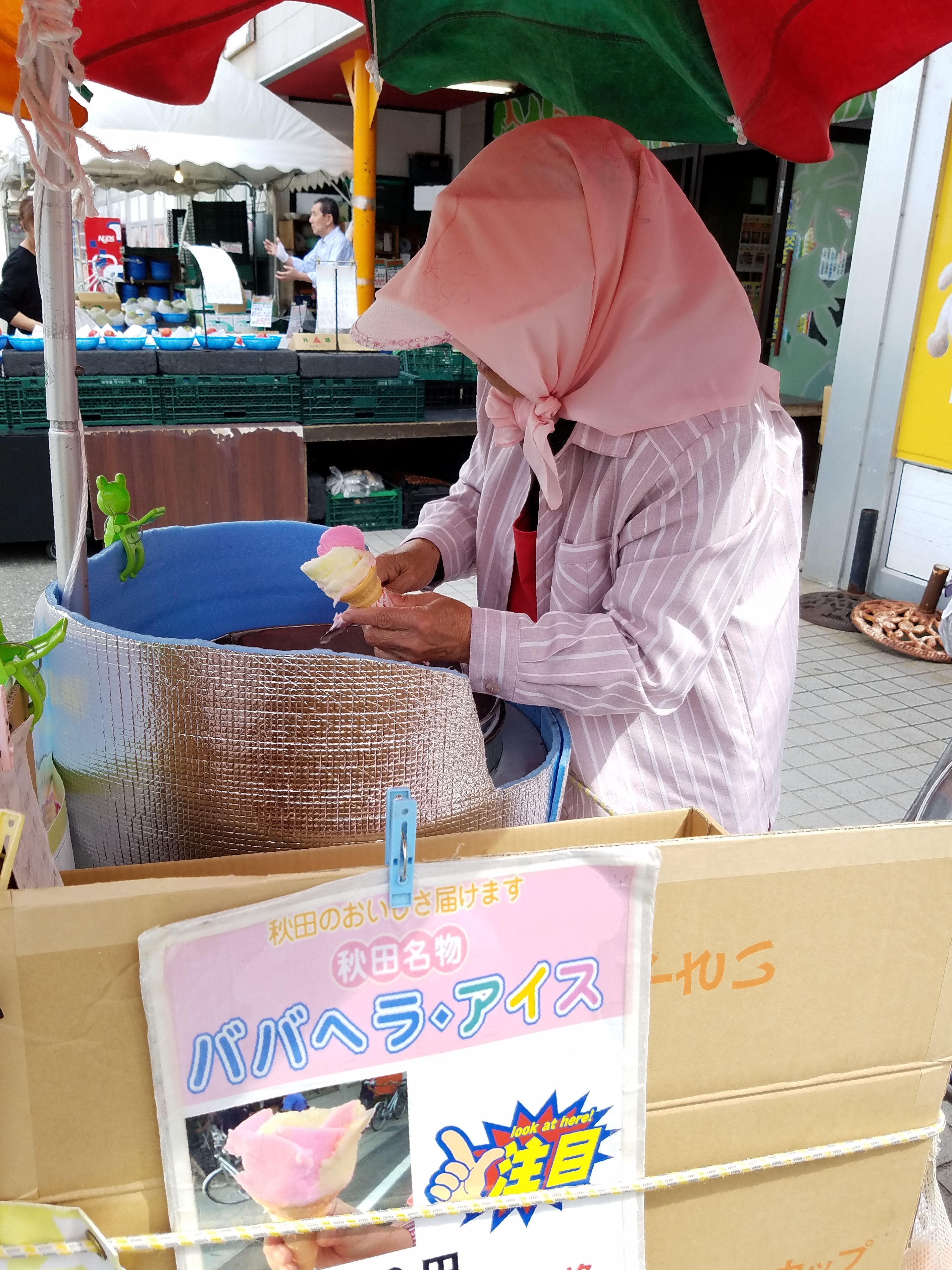
アイスを盛る様子

ババヘラは、主に日本の秋田県で露天販売されている氷菓の一種、およびその販売形態。「ババヘラアイス」とも呼ばれ、また一部地域では「ババベラ」とも発音される。
販売員を務める中年以上の女性（ババ）が、金属製の「ヘラ」を用いてコーンへ盛りつけることによる呼び名である。幹線道路そばやイベントの会場近くでしばしば見られる。降雪期を除いた春から秋にかけて販売されるが、一般には夏場に多く出店され、夏の秋田の風物詩となっている。

## 販売形態
道路脇に立てられたビーチパラソルを日陰にして腰掛けた販売員が、頬かむりに長袖シャツという姿で、ドラム缶やミルク缶状のステンレス製保冷缶にアイスを収め、それを前に置いて販売している。客から注文を受けると、販売員は保冷缶の蓋を開け、ヘラを使ってコーンにアイスを盛る。缶の中にはバナナ味とイチゴ味の2種類が収められており、それらを交互に盛りつける。通常の盛り方は至って素朴なものであるが、まれに花のバラの形態に似せて盛る「バラ盛り」などの飾り盛りを巧みとする「名人のババ」も存在する。
路上販売の延長で道の駅・秋田自動車道のサービスエリア・スーパーマーケットの駐車場などへ出店するケース、学校の運動会などイベントに出店するケース、道具一式を積み込んだ台車やプラスチックケース（タッパ）に入ったアイスを持ち運び戸別訪問販売を行う家家駆け（ややがけ）と呼ばれるケースもある。また、業者に直接発注する事も可能で、1缶単位などでレンタルできる。アイスキャンデーに加工したもの、モナカに詰めたもの、道具一式も付属させ家庭で楽しめるようにした「ババヘラ・セット」など新商品も現れている。なおイベント販売の場合、近隣地域では宮城県・福島県のように直接盛り付けを禁止する県もあり、そういった地域では別の売り方を迫られる。

## 背景
頬かむりに長袖シャツという姿は農作業の服装そのままであり、農家の女性を農閑期の副業として雇い販売したことに由来する。日射しに備えた農作業向けの服装は、長時間にわたり屋外での販売に従事する場合に都合が良いという面もあるが、現在では「ババヘラ」のユニフォームのような存在にもなっている。21世紀に入ってからは、アイスの色に合わせた黄色とピンクのエプロン・三角巾など専用のユニフォームを用いる販売員も現れている。
販売員であるババたちは、早朝6時半前後の時間帯に専用の送迎車へ数人単位で乗り込み、天気予報やイベント情報に基づき作られた秋田県ならびに隣県の幹線道路脇の駐車スペースなどの販売箇所へ販売機材と共に送迎される。通常、日没までには販売を終了し、送迎車で撤収する。
2004年時点で製造販売業者は6社、販売員は約170人で、平均年齢は70歳を越えており、85歳の販売員もいる。40代から50代の「若手」販売員も少なからず居るが、主力は高齢者であり、呼び名の通りの状況になっている。ただしイベント時などにアルバイトを雇うこともある。高校生など若い女性が売る場合は「ギャルヘラ」または「ネネヘラ」、それより年かさだがババと呼ぶには若い女性が売る場合は「アネヘラ」とも呼ばれる。男性が売る場合は「ジジヘラ」「オドヘラ」「アニヘラ」と呼ばれるが、これは男子高校生のアルバイトや、販売員を送迎する運転手が販売を手伝っているケースである。
缶の表面に巻いている垂れ幕での表記は今も統一されておらず、「交通安全アイス」「ふるさとアイス」「パラソルアイス」など様々なものがある。「ババヘラ」の商標を持つ進藤冷菓の場合、パラソルは飲料メーカーの提供で、「ババヘラ・アイス」と表記した専用の帯（横断幕調）を使っている。

## 歴史
一説には1948年（昭和23年）に児玉冷菓創業者の児玉正吉が、冷凍機を導入してアイスキャンデー屋を開業し、「悪くなる前に売り切る術に長けている」魚屋に委託して行商を始めたのが起源とされる。現在でもババヘラ販売業者が八郎潟周辺に集中しているのは、八郎潟で漁獲した魚の販路に乗っていた名残とされている。1958年に発泡スチロールを断熱材として使った保冷装置を開発し、数年後に現在同様の保冷缶形態になり、1日を通じての路上販売を可能とした。児玉冷菓は、保冷缶に「秋田名物・元祖アイスクリーム」（現在は「ババさんアイス」）と表記した幕を張っており、また公式ホームページでも「児玉冷菓が元祖です」と主張しているが、今の販売スタイルを最初に確立したのがどこであったかは定かでない。
初期のアイスの色は白一色だったが、1959年（昭和34年）頃から黄色一色に、1969年（昭和44年）頃から現在の黄色（バナナ味）と赤（イチゴ味）になる。
道路沿いで販売され始めたのは、モータリゼーションが進行した1974年（昭和49年）頃、国道7号沿線からであるとされる。公道上での無許可販売を咎めた警官から「せめて交通安全の幟でも立てていてくれれば」と言われたことを切っ掛けに、「交通安全アイス」などの掲示を行うようになった。一般からババヘラと呼ばれるようになったのは1979年（昭和54年）頃のようである。当時の高校生の間から生じた呼び方という説、秋田県内を案内していた観光バスのバスガイドが乗客の質問にとっさに答えたのが始まりという説などがあり、真相は不明であるが、自然発生的な呼称であろう。
当初は「ババ」という言葉が侮蔑的な意味合いを含んでいたため、客が販売員に面と向かって言うことはなく、不用意に口にしたために販売員とトラブルになることもあった。無論、業者や販売員が自ら名乗ることもなく、そのような俗称で呼ばれていることを長年知らずに販売していたという証言もある。しかし商標登録を切っ掛けに、業者も当の「ババ」達も堂々と自称するようになった。
2005年（平成17年）7月8日より9月5日まで大阪市港区の天保山マーケットプレースで開催された「天保山アイス博覧会」に、7月8日から10日まで特別出店。売り上げ第一位になった。
2009年（平成21年）4月1日の食品衛生法施行令改正で露店販売の規制が緩められたことにより、ババヘラは「喫茶店営業（露天）」の要件を満たせるようになった。このため、従来は秋田県が衛生面の指導や管理を徹底しつつ「許可のいらない物品販売」を拡大解釈して適用し特例的に扱ってきたところを、改正以降は業者が正式に営業許可を取得して販売を行うようになっている。但し許可されるのは販売形態についてであり、販売場所についてではない。道路に隣接する駐車場などの私有地を地権者から個別に許可を得て占有するのが正当な営業方法だが、道路法上の占用許可を得ずに公道上で違法な販売を行っている業者がおり、しばしば問題になっている。

### 商標登録
- ババヘラ - 有限会社進藤冷菓により2002年（平成14年）に日本で登録商標（第4567995号）として登録[28]、
- ババヘラアイス発祥の地 ババさんアイス 元祖 児玉冷菓 - 児玉冷菓が2008年（平成20年）に登録商標（第4959166号）で登録。
- 杉重冷菓のババヘラアイスパラソル - 杉重冷菓が2011年（平成23年）に登録商標（第5398371号）で登録。

進藤冷菓が「ババヘラ」の商標登録に踏み切った切っ掛けは、菓子メーカーのロッテから名称の使用を巡って問い合わせがあったことである。ロッテで「あなたが噛みたいガムの味」を募集したところ「ババヘラ味」の応募があったためだが、この時点で「ババヘラ」は俗称であり業者側で自称したことはなかったため、商標登録はどこも行っておらず、進藤冷菓でも名称には無頓着だった。しかしこの一件で、大手メーカーに商標登録されると地元メーカーが「ババヘラ」の名称を使えなくなるとの危機感が生まれ、先んじて商標登録することになった。
しかし、それ以降は同業他社が一切「ババヘラ」と表記できなくなり、事情を知らない人から「ババヘラの偽物」と見られたり、通信販売などへ販路を拡大しようにも著名な「ババヘラ」の名を使えないなど、問題になった。企業によって作られた名称ではなく自然発生的に生まれた言葉が一企業によって独占される事を良く思っていない秋田県民も多い。
近年、「ババヘラアイス」の名称を使った広告を進藤冷菓以外の業者も流すようになったため、業者間で商標の利用に何らかの合意ができた可能性がある。

## 製法
業者によって異なるが、ババヘラは概ね以下の原料から作られている。
- 脱脂粉乳
- ソフトミックスパウダー
- 乳糖・砂糖・甘味料（スクラロース）
- 食塩
- 水
- 香料
- 着色料
- 安定剤（増粘多糖類）

脱脂粉乳の量を増やすとアイスクリームに近いまろやかな舌触りになり、減らすとシャーベットやかき氷に近い爽やかな舌触りになる。季節や加工商品毎に配合を変えるなどの工夫がされている。
進藤冷菓では、機械から出来上がってきたアイスを金属バットで突き、空気を抜いて食感にシャキシャキ感を出すという工夫、考案をした。金属バットを使用するのは、空気を抜く作業の際ちょうどよい重さであるためとしている。そのほかの食品で使われている道具などでも試してみたが、シャキシャキ感がでないということで現在に至っている。

## 類似例

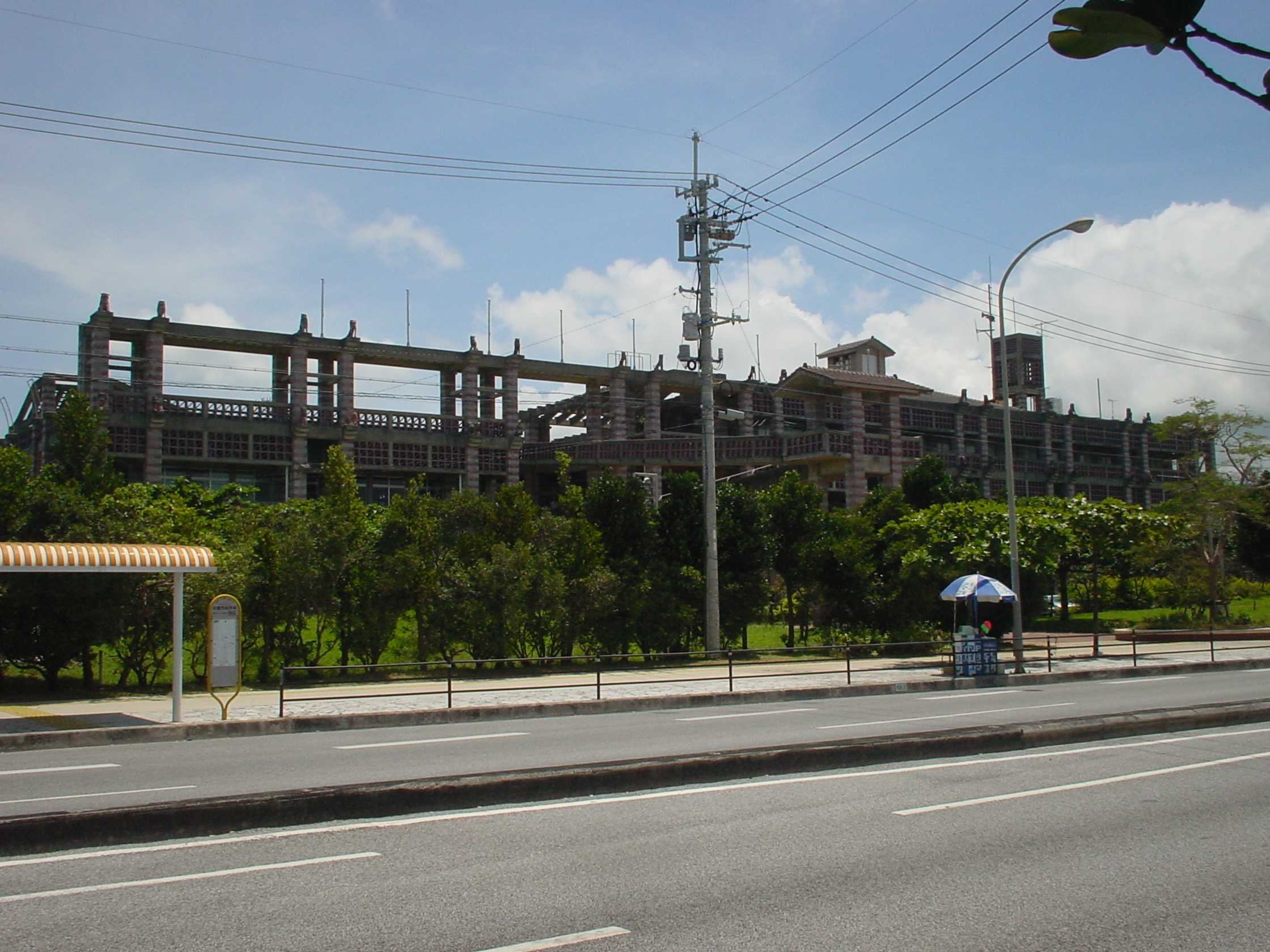
名護市役所前の露天商

- 青森県には「チリンチリンアイス」「チンチンアイス」が存在する。鐘を付けたリヤカーで売り歩いていたため、この名が付いた。ババヘラとは、固定式か移動式かで区別される。弘前市では弘前アイス組合の暖簾がかかった青いリヤカーが弘前公園（弘前さくらまつり開催期間中など）や岩木山神社にとまっていることが多く、市内小学校の運動会や宵宮などイベントの際にアイスを売りに来ることがある。味はリンゴ・バナナ・パイナップルなどがありシャーベット状になっている。
- 長崎県では1950年代長崎市内の観光地で売られていたアイスを1960年代に入り「チリンチリンアイス」命名して販売を始めたのが長崎市の前田冷菓である[36]。この商品は「チリンチリン」として2010年に（登録番号第5386185号）、また「前田＼冷菓∞ちりんちりん」として2013年に（登録番号第5594052号）いずれも前田冷菓代表者名で商標登録がなされている[37]。
- 栃木県では、お祭りなどの露店で「レインボーアイス」として売られている。通常のシャーベットが入っているようなアイスバットからヘラでとるという、ほぼババヘラと同じ販売形態であり、2色から6色のバリエーションがある。
- 高知県では同じように道路沿いのパラソルの下で「アイスクリン」という氷菓を売っている。味はバニラとチョコの2種類が多い。盛り付けにはヘラではなく、アイスクリーム用のディッシャーを用いる。防犯上の理由から女子学生の売り子アルバイトを禁止する学校がほとんどであり、販売員は中高年の女性が多くを占める。路上販売を始めた時期が1968年とババヘラよりも早く、ババヘラのルーツの可能性が指摘されている[38]。
- 沖縄県でも高知の業者から権利を買ってアイスクリンを路上販売している[39]。売り子のほとんどは十代後半くらいの女の子である[39]。